# Policia Canària
El Cos General de la Policia Canària (CGPC; Cuerpo General de la Policía Canaria, en castellà), més conegut com a Policia Canària o popularment Guanchancha, és la policia de Canàries. Va ser creat en 2010 sent el president de Canàries Paulino Rivero.
Cent agents —92 homes i 8 dones—, van integrar la primera promoció de la Policia Canària en un acte de presentació celebrat el 30 de juny de 2010 en l'Acadèmia Canària de Seguretat de Santa Cruz de Tenerife; el president va manifestar que aquest només era el primer pas d'un desplegament que haurà d'arribar als 1.700 agents en diverses fases.
La seva primera missió es va produir amb motiu de la celebració de la Baixada de la Verge de les Neus, a l'illa de la Palma.

## Competències
D'acord amb la Llei del Cos General de la Policia Canària, aprovada el 28 de maig de 2008 pel Parlament de Canàries, entre les funcions d'aquest cos policial s'inclou la vigilància i protecció de persones, òrgans i edificis, establiments i dependències de les institucions públiques canàries i dels seus ens instrumentals, i vetllar pel compliment de les disposicions i ordres singulars dictades pels òrgans de la comunitat, entre d'altres.